# Парк-сквер (Чернівці, Соборна площа)
Парк-сквер — парк-пам'ятка садово-паркового мистецтва місцевого значення в Україні. Розташований у межах міста Чернівці, на Соборній площі.
Площа 0,75 га. Статус присвоєно згідно з рішенням виконавчого комітету Чернівецької обласної ради народних депутатів від 30 травня 1979 року № 198. Перебуває у віданні: Департамент ЖКГ, м. Чернівці.
Статус присвоєно для збереження парку-скверу, заснованого 1885 року. Тут зростають рідкісні дерева та чагарники.
2023 року було проведено реконструкцію скверу.